# Mora (Cipro)
Mora (in greco Μόρα?; in turco Meriç) è un villaggio di Cipro, appartenente de facto al distretto di Lefkoşa della Repubblica Turca di Cipro del Nord e de iure al distretto di Nicosia della Repubblica di Cipro. Il villaggio è sempre stato turco-cipriota. 
All'ultimo censimento ufficiale del 2011, il villaggio aveva una popolazione di 494 abitanti.

## Geografia fisica
Mora si trova nella pianura della Messaria, a sei chilometri a sud-ovest di Assia/Paşaköy, tra la vecchia e la nuova strada Nicosia-Famagosta.

## Origini del nome
L'origine del nome è oscura. Kleridis sostiene che il villaggio prese il nome da qualcuno chiamato "Moravit" che fondò il villaggio durante il periodo dei Lusignano. I turco-ciprioti adottarono un nuovo nome turco, Meriç, nel 1958. Meriç è il nome turco del fiume Maritza in Turchia.

## Società

### Evoluzione demografica
Dal periodo ottomano, Mora/Meriç è stato abitato esclusivamente da turco-ciprioti. Sebbene la popolazione del villaggio abbia fluttuato negli ultimi decenni del periodo britannico, è aumentata costantemente da 283 abitanti nel 1891 a 501 nel 1960.
Nessuno fu sfollato da questo villaggio durante le lotte intercomunitarie degli anni '60 o come risultato della guerra del 1974. Tuttavia, durante quest'ultimo periodo, il villaggio servì come centro di accoglienza per gli sfollati turco-ciprioti che fuggirono da villaggi misti come Agia Marina/Gürpınar, Arediou, Palaikythro/Balıkesir, Orounta, Neo Chorio/Minareliköy e la fattoria di Çömlekçi. Nel 1971, Richard Patrick registrò 250 turco-ciprioti sfollati che vivevano ancora a Mora.
Attualmente è abitata solo dai suoi abitanti originali. Il censimento turco-cipriota del 2006 ha fissato la popolazione del villaggio a 522 persone.